# Колимага
Колима́га — старовинний закритий чотириколісний екіпаж. Слово «колимага» поширене в різних слов'янських мовах з різними значеннями: заст. пол. kolimaga, чеськ. kolimah («візок»), kolmaha («одномісна тачка»), словац. kolimaha («парадний критий віз»), церк.-слов. колимогъ, колимагъ («шатро»).
Походження слова неясне, припускається давнє запозичення з монгольських мов через тюркське посередництво: *qali-maq (пор. монг. хальмаг — «калмик») → дав.-тюрк. *qaly-maq, буквально «високі вози-намети». Менш переконливе виведення від сер.-грец. καλυμμάτιον («оболонка, покрив»), чи гіпотеза питомо слов'янського походження: від коло і *мага (пор. заст. пол. maga, maża — «мажа»), від прасл. *koli-ti («ходити», «рухатися») і *mogъ, *maga («житло»).
У Московській державі колимаги були транспортом для жінок і дітей з боярських і дворянських родин, відповідаючи західноєвропейським каретам. Їх робили на високих осях, підніжки по боках могли бути відсутні. На них не було ні ресорної чи ремінної підвіски, ні поворотних насадів на шворні («коловоротів»), тому на крутих поворотах задні колеса мусили заносити вручну. Зсередини колимаги оббивалися червоним сукном чи багряним оксамитом, закривалися по боках суконними чи шовковими запонами, іноді з дверцятами, у які вставлялися маленькі слюдяні віконця. У колимагу впрягали зазвичай одного коня, передка для машталіра не було: той їхав верхи чи йшов поруч. Колимагу цариці везли 12 коней білої масті, з нею сиділи бояришні, а служниці їхали ззаду верхи. Зимовий варіант колимаги називався каптан (каптана).
У Москві біля Кремля до пожежі 1547 року розташовувався Колимажний двір, де зберігалися царські екіпажі. За ним отримала назву одна з кремлівських веж (зараз вона називається Комендантською).
Пізніше «колимагами» називали громіздкі, важкі і незграбні екіпажі.